# Landcare Research New Zealand
Landcare Research New Zealand Limited, kortweg Landcare Research genoemd, is een van de acht Nieuw-Zeelandse Crown Research Institutes, gevestigd in de stad Lincoln, nabij Christchurch.
De hoofdtaak van Landcare Research is het uitvoeren van milieuonderzoek. Het instituut heeft zich gespecialiseerd in het duurzaam beheer van landbronnen, met een focus op een efficiënter gebruik van hulpbronnen terwijl de natuur wordt beschermd en de biodiversiteit wordt behouden en vergroot.
Het onderzoek valt grofweg uiteen in twee takken. De gebieden biodiversiteit en bescherming van soorten, biosystematiek, ecosysteemprocessen, ongediertebestrijdingstechnologieën, natuurecologie en epidemiologie zijn toegewezen aan de onderverdeling Biologische systemen, terwijl de onderverdeling Milieu & Maatschappij de gebieden Global Change Processes, Sustainability & Society, Soils & Landschappen en het gebied ICT zijn ondergebracht.
Zoals met alle overheidsinstellingen en staatsbedrijven, heeft Landcare Research een Maori-taalnaam. Manaaki Whenua betekent zoiets als "Red het land".

## Hoofdkantoor en locaties
Het hoofdkantoor van het bedrijf bevindt zich in Lincoln. Andere kantoren en onderzoeksfaciliteiten zijn verspreid over het land van noord naar zuid in de steden: Auckland, Hamilton, Gisborne, Hastings, Palmerston North, Wellington, Nelson, Dunedin en Alexandra.

## Geschiedenis
In de jaren tachtig begon de Nieuw-Zeelandse regering onderzoek en wetenschap te reorganiseren. Hiertoe is in 1989 het ministerie van Onderzoek, Wetenschap en Technologie opgericht met als doel de overheid te adviseren, besluitvormingsprocessen voor te bereiden, de besteding van middelen te prioriteren en monitoring in te voeren. Maar dat niet alleen, ze wilden verschillende instituten creëren voor de meest uiteenlopende verantwoordelijkheidsgebieden, die zelfstandig en onder eigen verantwoordelijkheid onder toezicht van de overheid moesten opereren en die vervolgens onder deze voorwaarden en met hun eigen regels en richtlijnen openbare en contracten in de particuliere sector op een succesgerelateerde manier.
Met de Crown Research Institutes Act 1992 werden hiervoor in eerste instantie tien Crown Research Institutes opgericht, waarvan er nu nog acht bestaan. Landcare Research is er een van.
De Companies Act 1993 zette alle instellingen om in vennootschappen met beperkte aansprakelijkheid. Net als alle andere Crown Research Institutes rapporteert Landcare Research aan de Crown Company Unit (controle- en adviesafdeling) van het ministerie van Financiën en aan de minister die verantwoordelijk is voor Onderzoek, Wetenschap en Technologie. Beide verantwoordelijke ministers staan geregistreerd als aandeelhouders van de acht Crown Research Institutes.

## Gegevensverzamelingen
Landcare Research heeft collecties van een grote verscheidenheid aan organismen. De focus ligt hier op die soorten die een nationale waarde vertegenwoordigen voor Nieuw-Zeeland